# Рудніцький Вадим Станіславович
Вади́м Станісла́вович Рудні́цький — полковник Збройних сил України, частина А4559 (Центральна артилерійська база озброєння) базується на території Рівненської області, під Оржевом.
У частині від початку бойових дій щодня працюють над відновленням бронетехніки та артилерії.
Станом на грудень 2016 року — начальник Центрального ракетно-артилерійського управління озброєння Збройних сил України.
Начальник казенного науково-виробничого об'єднання «Форт» МВС України.

## Нагороди
За особисту мужність і героїзм, виявлені у захисті державного суверенітету та територіальної цілісності України, вірність військовій присязі під час російсько-української війни нагороджений
- орденом Богдана Хмельницького III ступеня (3.1.2015).